# Leptothyrium alneum
Leptothyrium alneum är en svampart som först beskrevs av Pers. ex Lév., och fick sitt nu gällande namn av Pier Andrea Saccardo 1878. Leptothyrium alneum ingår i släktet Leptothyrium, divisionen sporsäcksvampar och riket svampar.   Inga underarter finns listade i Catalogue of Life.